# Protopterus amphibius
Dipneuste d'Afrique de l'Est
Espèce
Synonymes
- Rhinocryptis amphibia Peters, 1844

Statut de conservation UICN

 LC  : Préoccupation mineure
Protopterus amphibius est une espèce de protoptères de l'ordre des dipneustes. Son basionyme est Rhinocryptis amphibia.

## Habitat et distribution

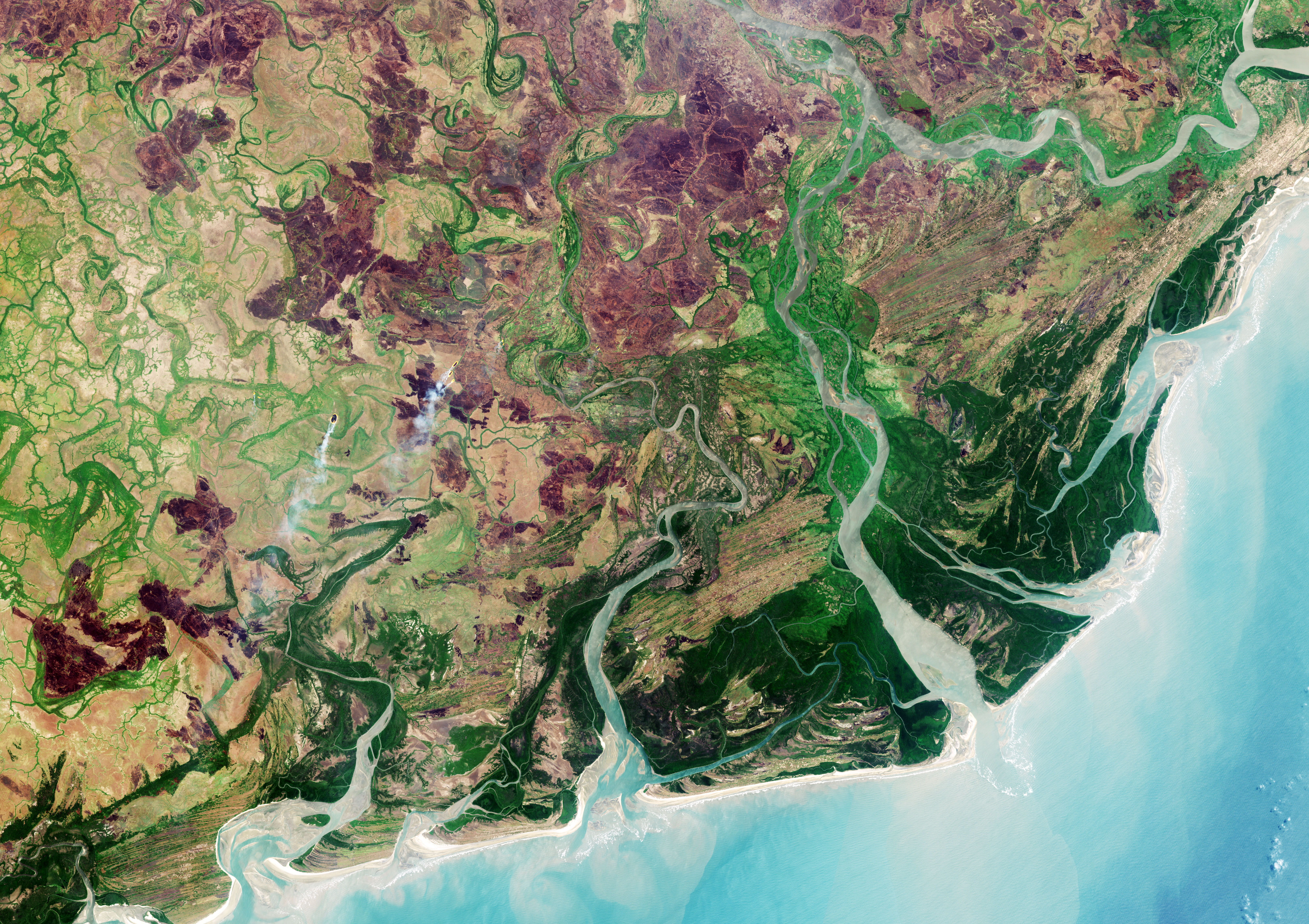
Delta du Zambèze au Mozambique, où vivent les Protopterus amphibius.

Cette espèce de dipneuste est démersale ; elle affectionne les lits de rivière du bassin du Zambèze, dans les marécages et plaines inondables d'Afrique de l'Est. C'est un poisson d'eau douce.
Des spécimens ont été observés au Kenya, en Somalie, au Mozambique, et possiblement en Tanzanie, probablement due à une introduction ultérieure.

## Morphologie et physiologie
Protopterus amphibius est l'espèce de poisson pulmoné la plus petite, faisant seulement 44 cm. Sa couleur est généralement bleu uniforme ou gris ardoise. Son ventre est gris pâle et il est recouvert de petites taches noires. Comme les autres espèces de dipneustes africains, il a deux poumons et respire de l'oxygène. Il peut aussi créer un cocon de mucus pour se protéger pendant son estivation. 

## Alimentation
L'espèce est carnivore.

## Conservation
L'espèce est listée en tant que préoccupation mineure sur la liste rouge de l'UICN, le nombre de spécimens enregistrés étant élevé et les données restant limitées. Ils sont parfois mangés, mais la pratique est peu coutumière. Les plus grands risques pour l'espèce sont l'endiguement du Zambèze, qui réduira la taille de l'habitat et accélérera la pollution du delta. L'agriculture joue aussi un rôle dans la destruction de leurs habitats.